# Home granota

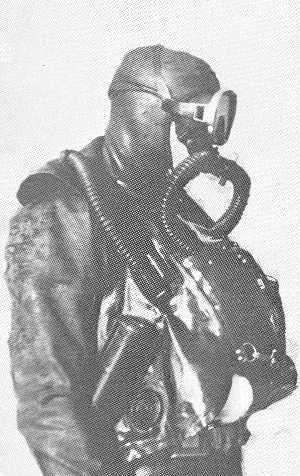
Home granota.

S'anomena  home granota  a qui ha rebut entrenament de busseig i alumnat de grau militar, el qual pot incloure combat. Aquest tipus de personal també és conegut pels noms formals de bus de combat, bus combatent o nedador de combat. Estrictament parlant, "nat de combat" es refereix a l'alumnat en superfície sense un aparell de respiració amb el propòsit d'infiltració de costes o vaixells. Aquestes accions estan històricament relacionades amb les activitats dels homes granota i com una important característica de les operacions navals especials.
Popularment, el terme "home granota" també fa referència a un bus civil. El nom va sorgir al voltant de 1940, gràcies a l'aparença d'un bus en el seu brillant vestit amb llargues aletes. Encara que el terme preferit pels bussos és "bus", l'epítet "home granota" persisteix en l'ús informal per part de no bussos, especialment en els mitjans i usualment referint-se a bussos professionals com a policies. També, alguns clubs de busseig inclouen la paraula "homes granota" en els seus noms.
A les Forces Armades dels Estats Units, els bussos entrenats en SCUBA i CCUB, que són desplegats en missions d'assalt, són anomenats "nedadors de combat". Aquest terme s'usa per referir-se als SEALs de l'armada, els nedadors del "Marine Recon", els nedadors dels Ranger de l'exèrcit, i els EDO de l'armada.
A Anglaterra, els bussos policies han estat anomenats "policies granota", el primer bus policia anglès va ser un oficial que, en ser necessària la recerca submarina d'evidència o un cos, no va usar una draga sinó que va anar a casa pel seu vestit de busseig esportiu.
Algunes unitats d'homes granota d'altres països, inclouen la traducció del terme en el seu nom oficial, com els Frømandskorpset de Dinamarca, i els Froskemanskorpset de Noruega; altres es diuen a si mateixos "bussos de combat" o similars. Altres es diuen a si mateixos per noms ambigus com "grup especial 13" i "unitat d'operacions especials".
Diversos països i alguns grups armats irregulars despleguen o han desplegat homes granota de combat.

## Eines i armament utilitzat sota l'aigua

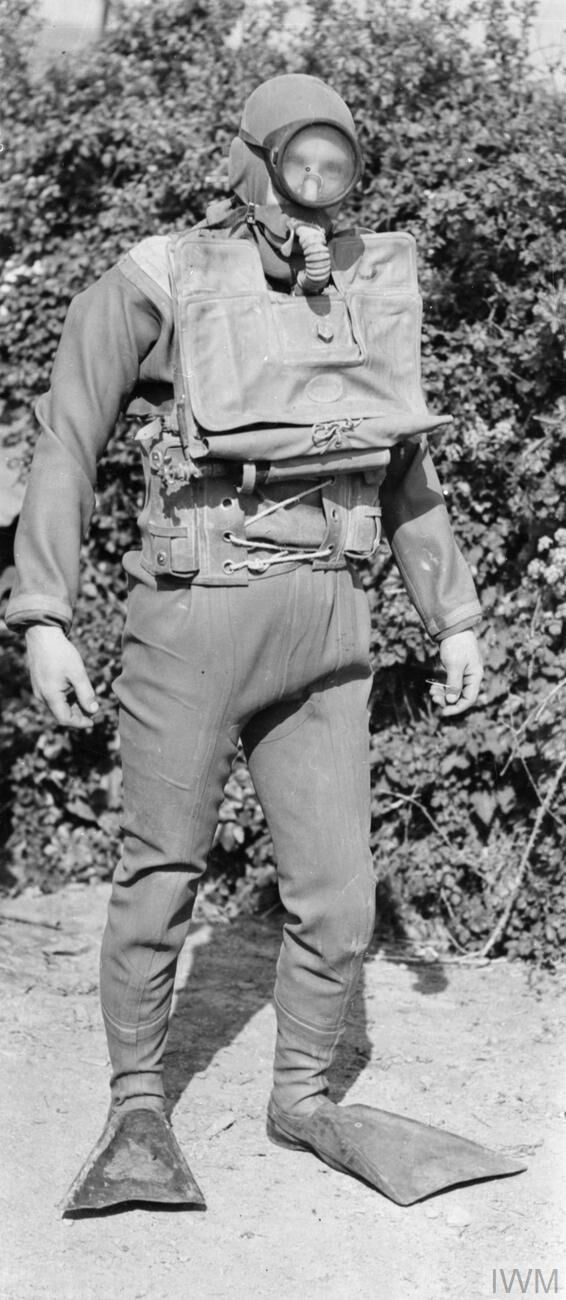
Home granota britànic, l'agost de 1945.

Les armes que poden ser utilitzades per un home granota inclouen:
- Ganivet (arma estàndard)
- Arpó, utilitzat per al combat
- Llum estroboscòpica com a dispositiu de senyalització d'emergència.[1]

- Armes submarines:
  - APS Rifle d'Assalt Submarí
  - ASM-DT Rifle d'Assalt Submarí
  - SPP-1 Pistola submarina
  - Heckler & Koch P11

Així mateix es poden utilitzar explosius, com ara el c-4, granades C13 i mines adhesives.

## Transports
Els homes granota es poden aproximar al seu objectiu per mitjà de diversos mètodes:
- Nedant tot el trajecte
- En petits bots o canoes
- Per mitjà d'un ROV